# Țintești
Țintești is een Roemeense gemeente in het district Buzău.
Țintești telt 4553 inwoners.